# Marmont-Pachas
Marmont-Pachas – miejscowość i gmina we Francji, w regionie Nowa Akwitania, w departamencie Lot i Garonna.
Według danych na rok 1990 gminę zamieszkiwało 67 osób, a gęstość zaludnienia wynosiła 8 osób/km² (wśród 2290 gmin Akwitanii Marmont-Pachas plasuje się na 1107. miejscu pod względem liczby ludności, natomiast pod względem powierzchni na miejscu 1179.).